# Eva Bella
Eva Bella (Omaha, Nebraska, 3 de junio de 2002) es una actriz estadounidense, conocida como la voz de la joven Elsa en la película de Disney Frozen.

## Primeros años
Eva Bella ha estado actuando desde los siete años, su primer papel fue para un comercial de televisión. Ha tenido papeles en varias películas y programas de televisión desde entonces, sobre todo como la voz de la joven Elsa en Frozen y Frozen II y como Shimmer en Shimmer & Shine.

## Filmografía

### Películas
| Año  | Título                          | Papel       | Notas                |
| ---- | ------------------------------- | ----------- | -------------------- |
| 2011 | Copo de nieve, el gorila blanco | Wendy       | Voz; versión inglesa |
| 2013 | Kaze Tachinu                    | Joven kayo  | Voz; versión inglesa |
| 2013 | Frozen                          | Elsa joven  | Voz                  |
| 2016 | Bling-bling                     | Sue joven   | Voz                  |
| 2016 | La lista de Jessica Darling     | Sara        |                      |
| 2017 | Rojos y Grises                  | Meryl joven | Voz                  |
| 2017 | Olaf's Frozen Adventure         | Elsa joven  | Voz                  |
| 2019 | Frozen II                       | Elsa joven  | Archivar audio       |

### Televisión
| Año           | Título                                                | Papel         | Notas                                                                   |
| ------------- | ----------------------------------------------------- | ------------- | ----------------------------------------------------------------------- |
| 2013          | Maron                                                 | Miley         | Episodio: "Proyecciones"                                                |
| 2013          | Sam & Cat                                             | Emily         | "#SecretSafe"                                                           |
| 2014          | Alimentame                                            | Gwen          | Episodio: "El objetivo de las relaciones sexuales"                      |
| 2014          | Clarence                                              | Niña (voz)    | 2 episodios: "Un gran día con una chica" y "Perdido en el supermercado" |
| 2015          | Mad Men                                               | Julie         | Episodio: "Horizonte perdido"                                           |
| 2015-presente | Cuentos de Whisker Haven con las mascotas del palacio | Bloom (voz)   | 2 episodios: "Whoop De Doo" y "Halloween in Whisker Haven"              |
| 2015-20       | Shimmer & Shine                                       | Shimmer (voz) | Rol principal                                                           |

### Videojuegos
| Año  | Título             | Papel      | Notas          |
| ---- | ------------------ | ---------- | -------------- |
| 2019 | Kingdom Hearts III | Elsa joven | Archivar audio |